# Águia-filipina-setentrional
Águia-filipina-setentrional (nome científico: Spizaetus philippensis ou Nisaetus philippensis) é uma espécie de ave de rapina da família dos acipitrídeos (Accipitridae).
É endémica das Filipinas.
Os seus habitats naturais são: florestas subtropicais ou tropicais húmidas de baixa altitude.
Está ameaçada por perda de habitat.